# رود باور
رود باور (30 نوفمبر 1959 في أستراليا - ) (بالإنجليزية: Rod Bower)‏ هو لاعب كريكت أسترالي.

## وصلات خارجية
- رود باور على موقع إي آس بي آن كريك إنفو (الإنجليزية)